# Sambuca Pistoiese
Sambuca Pistoiese là một thị xã trong tỉnh Pistoia, Toscana, nước Ý. Tọa độ vào khoảng 44°06′19″B 11°0′2″Đ / 44,10528°B 11,00056°Đ. Đô thị này bao gồm nhiều làng, trong đó các làng quan trọng là Pàvana và Treppio, dọc theo thung lũng của hai sông Limentra.
Nhà ga đường sắt gần nhất là Ponte della Venturina (1,5 km from Pàvana).